# Carex gaoligongshanensis
Carex gaoligongshanensis là một loài thực vật có hoa trong họ Cói. Loài này được P.C. Li mô tả khoa học đầu tiên năm 1990.